# Zofia Ginett
Zofia Ginett (ur. 16 maja 1890 w Słucku, zm. 26 lipca 1972 w Warszawie) – urzędniczka, rewolucjonistka, działaczka komunistyczna.
Urodzona w rodzinie inteligenckiej, córka Gabriela. Podczas nauki w szkole średniej w Lipawie (maturę zdała w 1909) związała się z młodzieżowymi łotewskimi kółkami socjalistycznymi. 1910-1916 studiowała historię i filologię na wyższych żeńskich kursach przy uniwersytecie petersburskim. Jednocześnie udzielała korepetycji i była urzędniczką w biurze. Od 1911 działała w SDKPiL. 
Po studiach została nauczycielką w polskiej szkole w Piotrogrodzie. Brała udział w rewolucji lutowej i rewolucji październikowej w Piotrogrodzie. Od listopada 1917 pracowała w Sztabie Czerwonej Gwardii, potem Armii Czerwonej w Piotrogrodzie. 
W końcu maja 1918 wróciła do kraju, do 1921 była urzędniczką w Ministerstwie Pracy i Opieki Społecznej (MPiOS), później (do 1924) w GUS, do 1929 w Kasie Chorych i do 1935 Państwowym Banku Rolnym w Warszawie, równocześnie działała w KPP i MOPR. Związana z Uniwersytetem Ludowym w Warszawie, była członkiem zarządu zakładu opiekuńczego „Nasz Dom” w Pruszkowie i członkiem założycielem „Gospody Włóczęgów” w Zakopanem. Kilkakrotnie zwalniana z pracy za działalność komunistyczną, na przełomie 1922/1923 krótko więziona. Od 1935 inspektor pracy w Toruniu. we wrześniu 1939 wróciła do Warszawy, gdzie pracowała w Radzie Głównej Opiekuńczej, m.in. przy dożywianiu dzieci. Od 1945 inspektor pracy w MPiOS i Centralnej Radzie Związków Zawodowych w Warszawie. Od 1957 na emeryturze. 
Odznaczona Krzyżem Oficerskim Orderu Odrodzenia Polski, Złotym Krzyżem Zasługi (2 lipca 1955) i Orderem Czerwonej Gwiazdy.